# Norrskog (skogsägarförening)
Norrskog är en ekonomisk förening för skogsägare i Jämtland, Medelpad, Ångermanland och södra Lappland. Norrskog har omkring 12.000 medlemmar som äger en miljon hektar skogsmark i området. Norrskog är en av Sveriges fyra stora skogsägarföreningar (övriga är Norra Skogsägarna, Mellanskog och Södra Skogsägarna).
Norrskog har sitt huvudkontor i Kramfors och lokalkontor på 25 orter i området, varav två större i Sundsvall och Östersund. Norrskog har totalt omkring 300 anställda och omsätter cirka 2 miljarder kronor per år. I föreningen finns också 200 förtroendevalda verksamma.
Den operativa verksamheten bland skogsägare sker genom föreningens 50-tal skogsrådgivare, fördelade på 16 skogsbruksområden.
Norrskogs huvudsakliga uppgift är att företräda det privata familjeskogsbruket och främja lönsamheten i medlemmarnas skogsbruk. 
Föreningsstämmorna i Norrskog och Norra Skogsägarna tog den 7 februari 2020 beslut om att fusionera föreningarna till Norra skog under 2020.

## Norrskog Wood Products
Norrskog driver genom dotterbolaget Norrskog Wood Products AB träindustrier på tre orter: Sikås i Hammerdal (hyvleri), Hissmofors (såg och hyvleri). Trävarorna säljs till över 30 länder i världen.
Norrskog Wood Products drev till 2008 sågverket Ocke Trä i Ocke. Norrskog har också meddelat att företaget ska lägga ned Östavalls sågverk i Östavall 2020.